# Susana Dosamantes
Susana Dosamantes, właściwie Susana Rue Riesta (ur. 9 stycznia 1948 w Guadalajarze, zm. 2 lipca 2022 w Miami) – meksykańska aktorka.
Z mężem Enrique Rubio miała dwoje dzieci: syna Enrique i córkę Paulinę Rubio.

## Filmografia
- 2017: El Vuelo de la Victoria jako Gloria Calzada vda. de Santibáñez
- 2016: Trzy razy Ana jako Ernestina Rivadeneira
- 2012: El Arribo de Conrado Sierra
- 2010: Eva Luna jako Marcela Arismendi
- 2008: El Juramento jako Luisa Robles Conde
- 2006: Marina  jako Alberta Morales viuda de Alarcón
- 2005: El Amor No Tiene Precio jako Dona Lucrecia
- 2003: Rebeca jako Matilde Linares
- 1997: Amada enemiga jako Regina
- 1995: Bésame en la boca
- 1993: Memoria del cine mexicano jako ona sama
- 1990: Comando marino jako Komendantka
- 1990: Keiko en peligro
- 1987: Counterforce (Escuadrón) jako Roxana
- 1984: El Sexo de los ricos jako Diana
- 1983: Amalia Batista jako Amalia Batista
- 1982: Jugando con la muerte jako Laura
- 1981: Abierto día y noche
- 1980: ¡Qué verde era mi duque! jako Pilar
- 1979: Aprendiendo a amar jako Teresa
- 1977: Corazón salvaje jako Aimee
- 1975: Más negro que la noche jako Aurora
- 1973: Ana del aire jako Norma
- 1972: Kaliman jako Nila
- 1972: Las Gemelas
- 1972: La Yegua colorada jako żona Adolfa
- 1971: Muchacha italiana viene a casarse
- 1970: Matrimonio y sexo
- 1970: Rio Lobo jako Maria Carmen